# Чивюк, Николай Васильевич
Чивюк Николай Васильевич (род. 24 сентября 1964, Новогригоровка, Николаевская область) — украинский политик. Член КПУ (с 1993). Народный депутат Украины 2—3-го созывов.

## Биография
Родился 24 сентября 1964 года в селе Новогригоровка Казанковского района Николаевской области в крестьянской семье. Украинец.
В 1979 году поступил и в 1983 году окончил Криворожский металлургический техникум, техник-электрик. Затем окончил Николаевский педагогический институт, учитель истории и обществоведения.
С 1983 года — электромонтёр завода «Криворожсталь» (Кривой Рог), служил в Советской армии.
В 1984—1987 годах — курсант Московского высшего пограничного училища.
Ноябрь 1987 — ноябрь 1991 года — инструктор, первый секретарь Казанковского райкома ЛКСМУ. В 1991 году — председатель оргкомитета Казанковского районного союза молодёжи. Июль 1992—1994 году — главный товаровед материально-технического снабжения Казанковского объединения агропромтехники.
Народный депутат Украины 2-го созыва с апреля 1994 (2-й тур) по апрель 1998 года. Новобугский избирательный округ № 292, Николаевская область, выдвинут избирателями.
Член комитета по борьбе с организованной преступностью и коррупцией.
Член фракции коммунистов. На момент выборов — главный товаровед материально-технического обеспечения Казанковского объединения агропромтехники. Член КПУ. Народный депутат Украины 3-го созыва с марта 1998 по апрель 2002 года от КПУ, № 87 в списке. На момент выборов — народный депутат Украины. Член КПУ.
Член комитета по вопросам правовой реформы (июль 1998—2000). Комитет по правовой политике. Член фракции КПУ (май 1998).
В апреле 2002 года — кандидат в народные депутаты Украины, избирательный округ № 131, Николаевская область, выдвинут КПУ. За 13,72 %, 3-й из 11-ти претендентов. На момент выборов — народный депутат Украины, член КПУ.